# Georg Mitterer
Georg Mitterer, detto Schorsch (Vachendorf, 27 marzo 1907 – Rosenheim, 1990), è stato un alpinista tedesco, effettuò nella sua carriera alpinistica 29 prime ascensioni, scalò 64 vette di Quattromila metri e 170 ascensioni oltre i 3 000 metri.

## Biografia
"Schorsch", come lo chiamavano gli amici, nacque a Vachendorf nel Chiemgau e si trasferì a Rosenheim solo nel 1946 dopo la fine della seconda guerra mondiale. Alpinista estremo su roccia e ghiaccio, registrò i suoi maggiori successi tra il 1926 e il 1939 come membro della sezione di Trostberg. Nel suo diario sportivo sono registrate 29 prime ascensioni e la scalata di 62 cime oltre i 4 000 metri e 170 oltre i 3 000 metri. Fu compagno di scalata di Fritz Schmitt, Willy Merkl, Fritz Bechtold e altri. Il suo resoconto delle scalate è strutturato attorno a un elenco di "prime ascensioni e ripetizioni significative". Tra le sue imprese significative, il 6 e l'8 luglio 1930 scalò per la prima volta la parete est del Watzmann in inverno con gli alpinisti di Reichenhall: Toni Beringer, Simon Flatscher e Ludwig Zankl; nel 1931 scalò la cresta sud del Großes Mühlsturzhorn di 2 234 m nelle Alpi di Berchtesgaden e fu una delle sue tante scalate gratificanti su questa montagna, salita per la prima volta con Hans Huber: avevano scalato il primo tiro senza alcuna protezione intermedia, e poi discesi si ricordarono di aver dimenticato in cima, i moschettoni e i chiodi sugli strapiombi, ma poiché questi erano troppo preziosi per lasciarli indietro, risalirono nuovamente sulla vetta.

## Carriera alpinistica
- 1925 prima salita al Gurnwandkopf-Staffelstein-spigolo nord, 1 691 m, (Alpi del Chiemgau); prima salita al Kampenwand-Staffelstein-diretta spigolo ovest, V- grado di difficoltà, 80 HM, (Alpi del Chiemgau)
- 1926 prima salita al Kampenwand-Staffelstein-parete est "Schmitt-Mitterer", VI-, 50 HM, (Alpi del Chiemgau); prima salita alla base dell'Hörndlwand-nordovest, IV, 1 684 m, (Alpi del Chiemgau); prima salita al Rauschberg-parete nordovest "Schmitt-Mitterer-Führe", V-, 1 672 m, (Alpi del Chiemgau); prima salita allo sperone dell'Hörndlwand "Schmittriß", V, 1 684 m, (Alpi del Chiemgau); prima salita all'Hörndlwand-parete sud-est "Mitterer-Schmitt-Führe",V,150 HM, 1 684 m, (Alpi del Chiemgau); prima salita al Gurnwandkopf-spigolo nord,V+,150 HM, 1 692 m, (Alpi del Chiemgau); prima salita al Grosser Hundstod-diretta parete ovest, VI, 2 594 m, (Alpi di Berchtesgaden); prima salita alla Christaturm-diretta parete est,V+/A0,220 HM, 2 170 m, (Wilder Kaiser); prima salita al Mitterkaiser cima nord-parete nordovest, IV+, 650 HM, 1 913 m, (Wilder Kaiser) con Fritz Schmitt; prima salita del Predigtstuhl cima nord-diretta parete nordest "Schmitt-Mitterer-Führe", V, 400 HM, 2 092 m, (Wilder Kaiser); prima salita alla parete ovest del Wartstein "Mitterer-Schmitt-Führe", IV, 1 759 m, (Alpi di Berchtesgaden); prima salita all'Hintere Goinger Alt - diretta parete est "Schmitt-Mitterer-Führe", V, 850 km, 2 192 m, (Wilder Kaiser); prima salita: al Roßgassenkopf - parete nord-ovest, 1 671 m, (Alpi del Chiemgau)
- 1928 prima salita al Grosser Hundstod - parete ovest diretta, 2 593 m, (Alpi di Berchtesgaden); prima salita al Grosses Mühlsturzhorn - costa sud, 2 235 m, (Alpi di Berchtesgaden); salita al Monte Bianco - fianco della Brenva - Mooresspur, 1 500 m, 50°, 4 807 m, (zona del Monte Bianco); salita al Monte Bianco - Grata del Peuterey, 4 807 m, (zona del Monte Bianco)
- 1929 terza salita al Grosses Wiesbachhorn - parete nord-ovest, 50°-55°, 400 m, 3 570 m, (Alti Tauri); seconda salita alla parete nordovest del Glocknerin, 3 425 m, (Gruppo del Glockner, Alti Tauri); tredicesima salita al circo glaciale del Grossglockner-Pallavicini, 50°, 600 m, 3 798 m, (Alti Tauri)
- 1930 prima salita alla parete nordest del Wartstein, 1 759 m, (Alpi di Berchtesgaden); prima salita al Grosses Mühlsturzhorn "Alte Südkante", V+/A1, 350 m, 2 235 m, (Alpi di Berchtesgaden); prima salita invernale al Watzmann parete est "Kederbacher Weg", IV, 1 780 m, 2 713 m, (Alpi di Berchtesgaden)
- 1931 prima salita al Kleines Grundübelhorn pilastro sud, V+, 2 085 m (Alpi di Berchtesgaden); prima salita della parete ovest del Grosser Hundstod, 2 594 m, (Alpi di Berchtesgaden)
- 1936 prima salita della valle di Wimbach (11 cime), (Alpi di Berchtesgaden)
- 1935 prima salita della parete nord dell'Olmenhorn, 3 314 m, (Alpi Bernesi); prima salita della parete nord dell'Aletschhorn "Mitterer-Führe", 1 100 m, 40°-45° e 70°, 4 182 m, (Alpi Bernesi); prima salita della parete nord-nordovest dell'Aletschhorn "Mitterer", 1 100 m, 4 182 m, (Alpi Bernesi)
- 1936 prima salita del fianco nord del Doldenhorn, 3 638 m, (Alpi Bernesi) Alpi); secondo tentativo della parete nord del Blümlisalphorn, ghiaccio fino a 50°, 3 664 m, (Alpi Bernesi); primo tentativo della parete nord del Wartstein, V+, 1 759 m, (Alpi di Berchtesgaden)
- 1958 tentativo dell'Aiguille Verte-Whympercouloir, 47°-55°, 4 121 m, (zona del Monte Bianco)
- 1965 traversata del Cervino, 4 478 m, (Alpi del Vallese)
- 1972 tentativo del Weissmies, 4 023 m, (Alpi del Vallese); tentativo del Lagginhorn, 4 010 m, (Alpi Vallesi); primo tentativo della base della parete nord del Totenkirchl "Fiechtl-U", VI, 2 193 m, (Wilder Kaiser); primo tentativo della Kleines Aletschhorn "Mitterer-Führe", 3 747 m, (Alpi Bernesi); prima salita della Lötschentaler Sattelhorn "Mitterer-Führe", (Alpi Bernesi)[5][6]